# Age of Wonders: Magia Cienia
Age of Wonders: Magia Cienia (ang. Age of Wonders: Shadow Magic) – strategiczna gra turowa wyprodukowana przez Triumph Studios i wydana przez Gathering of Developers 22 lipca 2003 roku. Jest kontynuacją Age of Wonders II: Tron Czarnoksiężnika.

## Fabuła
Akcja gry toczy się w fikcyjnej krainie Evermore, gdzie magiczne istoty ulegają represjom ze strony Imperium Phobiańskiego – teokratycznego państwa. Powstało ono po wielkiej wojnie w obawie przed zagrożeniem ze strony monstrów ze Świata Cienia. W opozycji przeciwko imperium i demonom cienia staje grupa czarodziejów, kierowana przez Merlina.